# Liste des comtes de Besalú
Ceci est une liste des comtes de Besalú, qui ont gouverné le comté de Besalú, un des comtés catalans, à partir du IXe siècle :

## Comtes bénéficiaires
- 785 - 801 ou 811 : Rostaing (? - ?), comte de Gérone et de Besalú (785 - 801 ou 811) ;
- 801 ou 811 - 812 ou 817 : Odilon (? - ?), comte de Gérone et de Besalú (801 ou 811 - 812 ou 817) ;
- 812 ou 817 - 820 : Bera Ier (vers 770 - vers 844), également comte de Razès et de Conflent (790 - 820), de Barcelone (801 - 820), et de Gérone (812 ou 817 - 820) ;
- 820 - 826 : Rampon de Barcelone, également comte de Barcelone et de Gérone (820 - 825) ;
- 832 - 844 : Bérenger de Toulouse (? - ?), également comte de Toulouse (816 - 835), de Barcelone, de Gérone et d'Ampurias (832 - 835) ;
- 844 - 848 : Sunifred Ier (805 - 849), également comte d'Urgell, de Cerdagne (834 - 848), de Narbonne, de Béziers, de Nîmes, d'Agde, de Lodève, de Barcelone, de Gérone et d'Osona, et marquis d'Espagne (844 - 848) ;
- 848 - entre 880 et 897 : Guifred le Velu (? - 897), fils de Sunifred Ier, également comte d'Urgell et de Cerdagne (870 - 897), de Barcelone, de Gérone (878 - 897), d'Osona (886 - 897) et de Conflent (890 - 897), et marquis d'Espagne.
- entre 880 et 897 - 920 : Radulf de Besalú (? - 920), fils de Sunifred Ier et frère du précédent, comte de Besalú.

## Dynastie de Barcelone - Branche de Cerdagne
- 920 - 927 : Miron Ier (878 - 927), fils de Guifred le Velu et neveu du précédent, comte de Conflent, de Cerdagne (897 - 927) et de Besalú ;
- 927 - 957 : Guifred II (? - 957), fils du précédent, comte de Besalú ;
- 957 - 965 : Sunifred II, fils de Miron Ier et frère du précédent, comte de Cerdagne (927 - 965) et de Besalú et Fenouillèdes ;
- 966 - 984 : Miron II (vers 920 - 984), fils de Miron Ier et frère des deux précédents, comte de Cerdagne, de Conflent (968 - 984) et de Besalú et Fenouillèdes ;
- 984 - 988 : Oliba Cabreta (vers 920 - 990), fils de Miron Ier et frère des trois précédents, comte de Cerdagne et de Besalú (984-988) et Fenouillèdes.

## Dynastie de Barcelone - Branche de Besalú
- 988 - 1020 : Bernard Taillefer (vers 970 - 1020), fils du précédent, comte de Besalú et de Ripoll et Fenouillèdes ;
- 1020 - 1052 : Guillaume Ier de Besalú (? - 1052), fils du précédent, comte de Besalú et de Ripoll et Fenouillèdes ;
- 1052 - 1066 : Guillaume II de Besalú (? - 1066), fils du précédent, comte de Besalú et de Ripoll et Fenouillèdes ;
- 1066 - 1111 : Bernard III (II) de Besalú (vers 1060 - 1111), fils de Guillaume I et frère du précédent, comte de Besalú et de Ripoll et Fenouillèdes ;

Après 1111, le comté de Besalú est rattaché au domaine des comtes de Barcelone.